# 이승우 (배우)
이승우(1975년 7월 15일 ~ )는 대한민국의 배우이다.

## 생애
1987년 영화 《학창 보고서》의 단역으로 아역 영화배우 첫 데뷔하였고 이듬해 1988년 영화 《외계인 코브라》에 단역 출연하였으며 1991년 《스무살까지만 살고 싶어요》에 단역 출연하였고 이어 같은 해 1991년 영화 《열아홉의 절망끝에 부르는 하나의 사랑 노래》에 단역 출연하였으며 1993년 영화 《투캅스》에 단역하였고 이듬해 1994년 KBS 한국방송공사 공채 16기 탤런트로 정식 데뷔하였으며 1998년 연극배우 데뷔하였고 2000년 뮤지컬 배우 데뷔하였다.

## 학력
- 서울숭신국민학교 졸업(1988년)
- 광주동성중학교 졸업(1991년)
- 대동상업고등학교 졸업(1994년)
- 용인대학교 연극학과 학사(2001년)
- 경희대학교 대학원 연극영화학과 예술학 석사(2007년)

## 출연작

### 영화
- 1987년 《학창 보고서》
- 1988년 《외계인 코브라》
- 1991년 《스무살까지만 살고 싶어요》
- 1993년 《투캅스》
- 2001년 《교도소 월드컵》
- 2012년 《리턴 투 베이스》 ... 라인정비 담당관 중사 역

### TV 드라마
- 1994년 KBS2 단막극《드라마게임 - 사랑 훔치기》... 중국집 배달원 역
- 1995년 KBS2 수목드라마 《갈채》
- 1996년 KBS1 대하드라마 《찬란한 여명》 ... 왕태자 이척 역
- 1996년 KBS2 드라마 《슈팅》 ... 청동대학교 축구부 김영웅 역
- 1997년 MBC 주간드라마 《전원일기》 ... 김수남(강현종 분)의 외사촌 형으로 단역
- 1997년 SBS 주말극장 《꿈의 궁전》
- 2001년 KBS1 TV소설 《새엄마》
- 2002년 EBS 드라마 《역사탐구 과거와의 대화》
- 2003년 EBS 드라마 《역사극장》
- 2005년 SBS 드라마 스페셜 《루루공주》

### 연극
- 1998년 《햄릿》 ... 햄릿 왕자 역(주인공)

### 뮤지컬
- 2000년 《아가씨와 건달들》 ... 스카이 마스터슨 역(남자 주연)
- 2007년 《사랑은 비를 타고》 ... 동현 역(주연)

### 텔레비전 프로그램
- 1996년 HBS 현대방송 《무한재미》

### 라디오 프로그램
- 2015년 EBS FM 《EBS 책 읽는 라디오 낭독 시리즈》